# Landgericht Regensburg

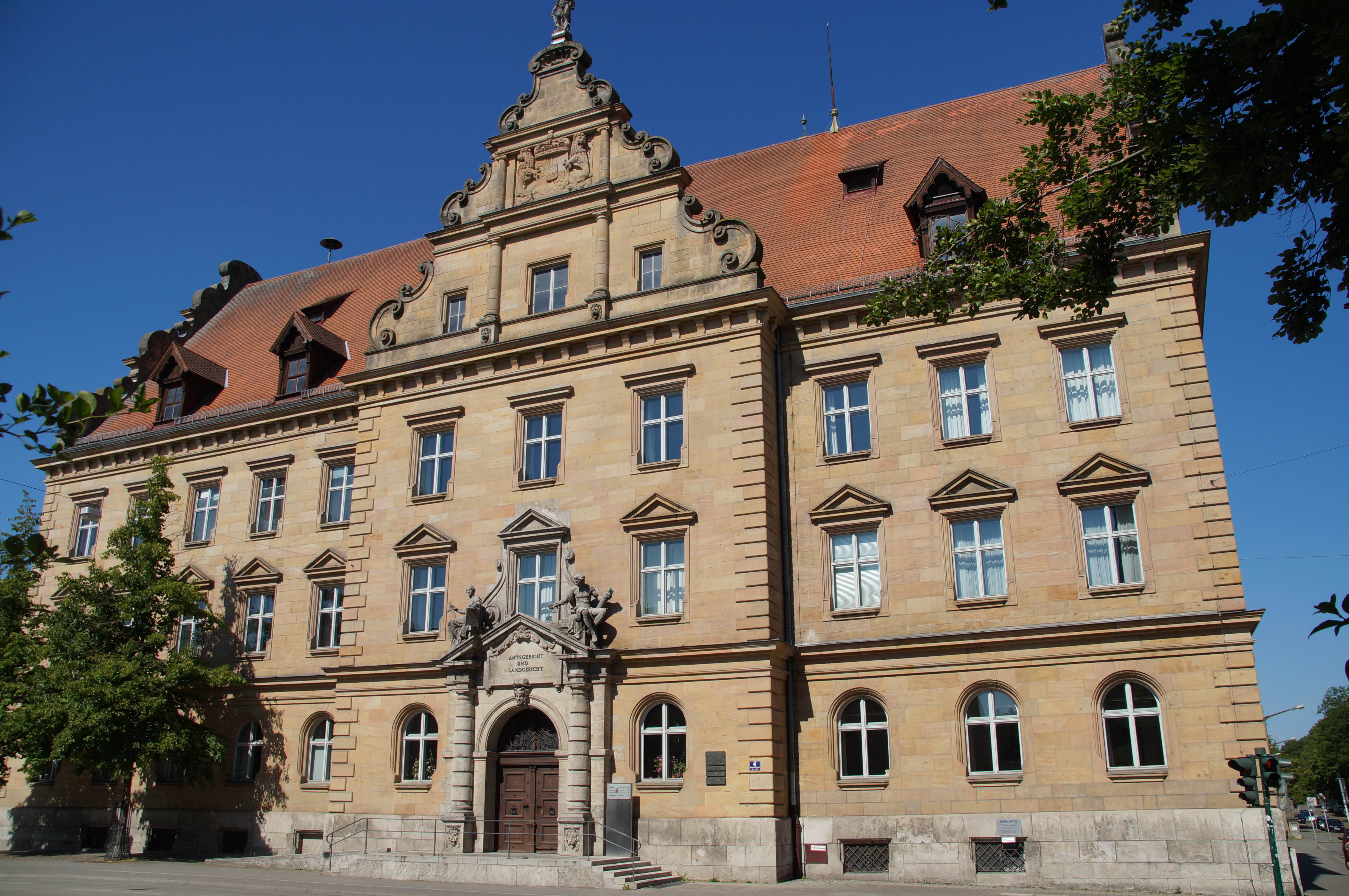
Gebäude des Amts- und des Landgerichts Regensburg (Kumpfmühler Straße 4), 2014

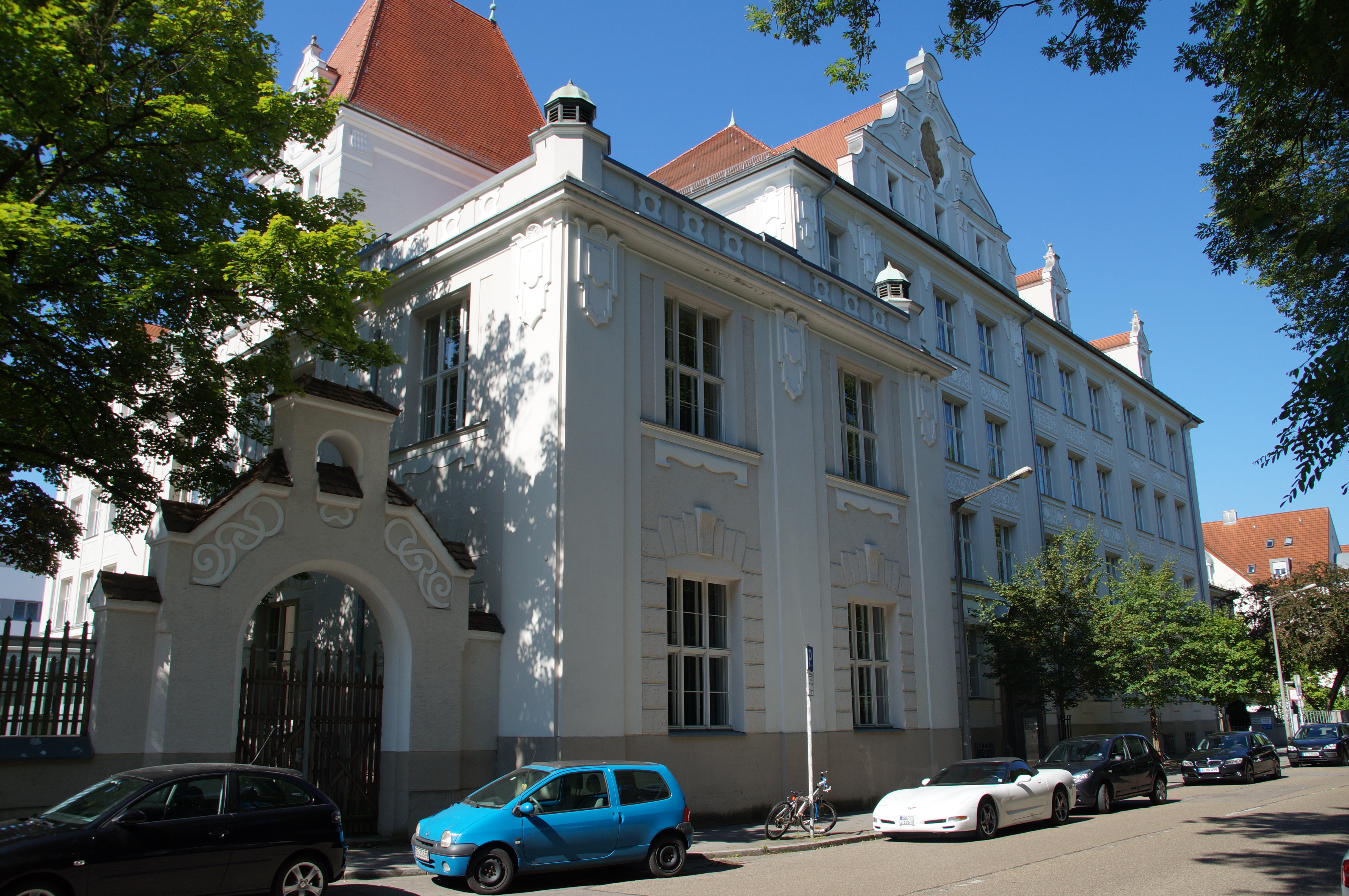
Sitzungsgebäude des Landgerichts Regensburg (Augustenstraße 5), 2014

Das Landgericht Regensburg (LG Regensburg) ist ein Gericht der ordentlichen Gerichtsbarkeit. Es ist eines von 22 Landgerichten im Freistaat Bayern.

## Geschichte
Von 1802 bis 1862 wurde in Bayern die Bezeichnung „Landgericht“ für eine 1802 neugeschaffene, staatliche Verwaltungseinheit der unteren Ebene verwendet, welche Verwaltungsaufgaben ähnlich den heutigen Landkreisen ausübte. Zugleich war dieses neue „Landgericht“ auch Justizorgan der niederen Gerichtsbarkeit und damit die Eingangsinstanz der ordentlichen Gerichtsbarkeit, vergleichbar mit dem heutigen Amtsgericht. Es nahm aber auch Aufgaben der höheren Gerichtsbarkeit wahr (wie heutige Landgerichte) und verrichtete notarielle Tätigkeiten. Zur Unterscheidung von den herzoglichen und später kurfürstlichen bayrischen Land- und Pfleggerichten und zu den Landgerichten im heutigen Sinn werden diese bayrischen Landgerichte des späteren Königreichs in der neueren Literatur als „Landgericht älterer Ordnung“ bezeichnet.
Das Landgericht Regensburg wurde erst 1857 aus Teilen des übergroßen Landgerichtes Stadtamhof neugebildet. Es umfasste Alteglofsheim, Auburg, Aufhausen, Barbing, Dengling, Ehring, Eltheim, Friesheim, Gailsbach, Gebelkofen, Geisling, Gmünd, Griesau, Hagelstadt, Haidenkofen, Haimbuch, Illkofen, Irnkofen, Köfering, Langenerling, Luckenpaint, Mangolding, Mintraching, Mötzing, Moosham, Sanding, Sarching, Schönach, Sengkofen, Sünching, Taimering, Thalmassing, Tiefbrunn, Weillohe und Wolkering. 1879 wurden im Zuge der Einführung des Gerichtsverfassungsgesetzes aus den bisher bestehenden Landgerichten älterer Ordnung die Amtsgerichte Regensburg I und Regensburg II gebildet.
Das neue Landgericht Regensburg als Mittelinstanz wurde zeitgleich aus dem 1857 entstandenen Bezirksgericht Regensburg gebildet und umfasste die Sprengel der bisherigen  Landgerichte älterer Ordnung Regensburg, Burglengenfeld, Hemau, Regenstauf, Riedenburg, Schwandorf und Stadtamhof sowie des Stadtgerichts Regensburg. Eine Anpassung des Zuständigkeitsbereichs erfolgte zum 1. Juli 1973 im Zuge der Gebietsreform in Bayern.

## Landesarbeitsgericht Regensburg
Gemäß Arbeitsgerichtsgesetz vom 23. Dezember 1926 wurden in Deutschland Arbeitsgerichte gebildet. Diese waren nur in der ersten Instanz organisatorisch selbstständige Gerichte, die Landesarbeitsgerichte waren den Landgerichten zugeordnet. Am Landgericht Regensburg entstand so 1927 das Landesarbeitsgericht Regensburg als eines von 23 Landesarbeitsgerichten in Bayern. Sein Sprengel umfasste die Arbeitsgerichte Burglengenfeld, Regensburg und Riedenburg. Das Landesarbeitsgericht Regensburg wurde bereits zum 1. Januar 1930 aufgehoben, da die Zahl der Landesarbeitsgerichte auf 7 reduziert wurde. Die Aufgaben übernahm das Landesarbeitsgericht Nürnberg.

## Landgerichtsbezirk
Der Bezirk des LG Regensburg erstreckt sich auf die kreisfreien Städte Regensburg und Straubing und auf die Landkreise Cham, Kelheim, Regensburg und  Straubing-Bogen.
Im Landgerichtsbezirk Regensburg sind 1121 Rechtsanwälte (Stand: 31. Dezember 2018) zugelassen.

## Gerichtsgebäude
Das Gericht befindet sich in der Augustenstraße 5 in Regensburg. Der Zugang für Besucher erfolgt über das Amtsgerichtsgebäude in der Augustenstraße 3.

## Über- und nachgeordnete Gerichte
Das Landgericht Regensburg ist eines von fünf Landgerichten, denen das Oberlandesgericht Nürnberg übergeordnet ist; nachgeordnet sind die Amtsgerichte in Cham, Kelheim, Regensburg und Straubing.

## Leitung
Seit April 2024 ist der frühere Leiter der Regensburger Staatsanwaltschaft Alfred Huber der Präsident des Landgerichts Regensburg.